# (44821) Amadora
(44821) Amadora est un astéroïde de la ceinture principale.

## Description
(44821) Amadora est un astéroïde de la ceinture principale. Il fut découvert le 3 octobre 1999 aux Monts Santa Catalina par le projet CSS. Il présente une orbite caractérisée par un demi-grand axe de 2,47 UA, une excentricité de 0,10 et une inclinaison de 12,1° par rapport à l'écliptique.

## Compléments